# Saxifraga porsildiana
Saxifraga porsildiana là một loài thực vật có hoa trong họ Saxifragaceae. Loài này được Jurtzev & V.V. Petrovsky miêu tả khoa học đầu tiên.